# تأثير الإعداد
تأثير الإعداد (Einstellung Effect) هو مفهوم نفسي يشير إلى ميل الأشخاص لحل المشكلات بطريقة معينة بناءً على تجارب سابقة، حتى في حالة وجود حلول أفضل أو أسهل. يُعتبر تأثير الإعداد سمة من سمات التفكير البشري، حيث يميل الناس عادةً إلى استخدام استراتيجيات أو طرق مألوفة في حل المشاكل، الأمر الذي من شأنه أن يجر إلى إعاقة التفكير الخلاق ويشل القدرة على الإبداع والابتكار.
تم صك هذا المصطلح لأول مرة من قبل العالمين "أبراهام س. لوتشينز" و"إديث هيرش لوتشينز" في الأربعينات، بعد سلسلة من التجارب التي أظهرت كيف تؤثر المعارف السابقة على استجابة الأفراد لمشاكل جديدة. من ضمن التجارب كانت تجربة (جرار المياه) الشهيرة، حيث طُلب من المشاركين قياس كميات معينة من الماء باستخدام جرارات ذوات سعة مختلفة، ولوحظ استمرار الأشخاص في استخدام نفس الحلول المألوفة القديمة، حتى عندما توفر حل أبسط وأكثر فعالية. 